# وزنه‌برداری در المپیک تابستانی ۱۸۹۶
وزنه‌برداری در بازی‌های المپیک تابستانی ۱۸۹۶ نام رویداد ورزش وزنه‌برداری در بازی‌های المپیک تابستانی بود که در سال ۱۸۹۶ برگزار شد. این مسابقات از دو بخش وزنه برداری یک دست و وزنه برداری دو دست تشکیل شده بود که هر دو برای مردان بود. دو ورزشکار توانستند در این مسابقات یک مدال طلا و یک مدال نقره کسب کنند.
دانمارک توانست با کسب ۱ طلا و ۱ نقره برنده این مسابقات شود.

## نتایج
| رویداد      | طلا                             | نقره                            | برنز                           |
| لیفت یک دست | لانسستون الیوت · بریتانیای کبیر | ویگو ینسن · دانمارک             | الکساندروس نیکولوپولوس · یونان |
| لیفت دو دست | ویگو ینسن · دانمارک             | لانسستون الیوت · بریتانیای کبیر | سوتیریوس ورسیس · یونان         |

## جدول مدال‌ها
| رتبه | کشور           | طلا | نقره | برنز | مجموع |
| ۱    | دانمارک        | ۱   | ۱    | ۰    | ۲     |
| ۱    | بریتانیای کبیر | ۱   | ۱    | ۰    | ۲     |
| ۳    | یونان          | ۰   | ۰    | ۲    | ۲     |

## کشورهای شرکت کننده
در این مسابقات ۷ ورزشکار از ۵ کشور به رقابت با یک دیگر پرداختند.
- دانمارک (۱)
- آلمان (۱)
- بریتانیای کبیر (۱)
- یونان (۳)
- مجارستان (۱)